# Imre Horváth
Imre Horváth (ur. 28 czerwca 1944 w Egyházasrádóc, zm. 27 kwietnia 2021) – węgierski strażnik graniczny i polityk.

## Życiorys
W 1967 roku ukończył Akademię Wojskową w Budapeszcie na wydziale straży granicznej. W 1984 roku przeszedł 5-miesięczne szkolenie w Związku Socjalistycznych Republik Radzieckich. W 1997 przeszedł na emeryturę w stopniu podpułkownika. Zdobył kwalifikacje trenera piłki nożnej i od 2000 do 2006 roku pracował w tej roli w Akademii Wychowania Fizycznego. 23 listopada 2014 wziął udział w wyborach uzupełniających po śmierci Pétra Kissa i uzyskał 13 338 głosów, dzięki czemu uzyskał mandat posła na Zgromadzenie Narodowe.